# Рудна
Рудна (чеш. Rudná) — город в районе Прага-запад Среднечешского края Чехии в 3 км от границы Праги.
Образован в 1951 году путём слияния общин Душники и Горжелица. Первое упоминание Душников относится к 1228 году, первое упоминание Горжелицы — к 1052 году. Название нового города Рудна (с чешского — «рудный»), по-видимому, выбрано в связи с основным занятием жителей.

## Топография
Согласно первоначальным записям, он включал в себя две кадастровые территории, в юго-западной части Горелица и в северо-восточных Душниках у Рудны. Кадастровая территория Душники у Рудны территориально идентична основной жилой территории Рудны. Кадастровая территория Горелицы разбивается на две основные: Горелицы (чеш. Hořelice)(оригинальное название деревни) и Промышленная зона Рудна (чеш. Rudná) западная часть территории города.
Прилегающие территории:
- Юг: Nučice (Нучшце);
- Восток: Jinočany, Chrášťany (Йночаны, Храштьны);
- Север и северо-запад: Chýně, Úhonice, Drahelčice (Хине, Угонице, Драгелчице)

## История
Самый большой район Рудны был заселен ещё во времена бронзового века. Следы поселения бронзового века были обнаружены прямо на территории Рудны в 1995 году или в 1996 году при строительстве склада Дельвыты. Самые старые упоминания о здешних деревнях относятся к 11 веку. С середины 19 века район стали улучшать в связи с развитием добычи каменного угля на Кладенску (чеш. Kladensku), железной руды в окрестностях Нучшце (чеш. Nučic) и известняка в Тахловицах (чеш. Tachlovic). В 1857 году открылась Кладенско-нучицкая железная дорога из Праги через Нучице в Бероун. Душники с Горелицами в это время были одним целом.
Деревня Рудна была образована 1 января 1951 года путем слияния муниципалитетов Душников и Горелице. Первое известное упоминание о поселке Душники относится к 1228 году, упоминание же о поселке Горелице датируется 1052 годом.
Душники и Горелице были утверждены городами ещё в 1936 году. В период 1960—1974 годов Рудна включила в себя деревню в районе Бероун, в связи с расширением территории столицы Праги под район Прага-запад. 27 октября 2000 года муниципалитету Рудна присвоили статус города.

## Население
Население Рудны увеличилось с 1886 по 1910 года (примерно с 1 тысячи до почти 3 тысяч), около 3 тысяч жителей были здесь в течение 20 века с 60 по 90 года был незначительным. В период с 2001 по 2008 год население увеличилось в результате крупномасштабного жилищного строительства и связанной с ним миграции с 3075 до более чем 4200.
Согласно переписи 2001 года приходили 2957 населения к чешской национальности, 55 человек, национальность была не указана, из других национальностей, словацкой (17 человек), российской (12), украины (6) и немецкий (5). Итого 2152 атеисты, 192 не указано, 731 верующих, из которых 552 приходили к римско-католической церкви, 92 к чехословацкой гуситский, 11 к евангельские и 7 к православной церкви.
Рост числа домов был в период с 1900 до 1910 года (с 221 до 321), 1921 до 1930-х годов (из 385 на 558), а затем после 1991 года (в 1991 году было 895 домов, в 2001 году уже 1052). В 2008 году предлагалось новая жилищная застройка примерно на тысячу жителей. В начале 2015 года здесь проживало почти 4 900 человек, в 2010 году их было 4 571.

### Территориальные включение
История территориальной интеграции включает период с 1850 по настоящее время. В хронологическом обзоре представлена территориальная административная принадлежность муниципалитетов Душников и Горелицы в год, когда произошли изменения:
- 1850 — страна Чехия, край Прага, политический район Смихов, судебный округ Унгошть
- 1855 — страна Чехия, край Прага, судебный округ Унгошть
- 1868 — страна чешская, политический район Смихов, судебный округ Унгошть
- 1893 — страна чешская, политический район Кладно, судебный округ Унгошть
- 1939 — страна чешская, Кладно, политический район Кладно, судебный округ Унгошть
- 1942 — страна чешская, Прага, политический район Кладно, судебный район Unhošť
- 1945 — страна Чехия, административный район Кладно, судебный округ Унхошть
- 1949 — Пражский край, район Прага-Запад
- 1960 — Среднечешский край, район Бероун
- 1974 — Среднечешский край, район Прага-Запад
- 2003 — Среднечешский край, муниципалитет с расширенным охватом Черношице

## Символ
В 1995 году Геральдическая компания в Праге разработала для Рудны эмблему. Золотая почтовая труба напоминает положение Рудной на самых старых почтовых маршрутах в Чехии. Цветовое поле символа символизируют церковные субъекты, под управлением которых в прошлом вместе находились Душников и Горелицы. Верхняя красная половина герба и флага представляет монастырь св. Георгия в Пражском граде, у которого был красный крест на серебряном щите. Чёрный цвет в нижнем поле символизирует пражское архиепископство, которое имело в эмблеме золотую перекладину на чёрном щите.

## Характеристика
Рудна является естественным центром более широкого района, в 50-х годах она была центральной общиной.
Из общей площади 8,19 км² по данным 2003 года: 5,95 км² пахотной земли, из которых 5,25 км² — пахотная земля. 0,57 км² застроенных площадей и 1,61 км² относятся к категории «другие». Лесные земли на территории города чуть менее 3 гектаров. Традиционными сельскохозяйственными культурами здесь являются ячмень, сахарная свекла и картофель, в пригородных частях, фрукты и овощи. Сельхозугодья обрабатываются крупномасштабным способом. Рассматривалась возможность функционирования локального биокоридора LBK 47 Нучицкой рощи из Нучиц.
Вокруг центра Hořelic протекает Radotínský (Радотинский) ручей, через территорию Рудны протекают ещё её притоков Dušnický (Душницкий) ручей и Pižmovka (Пижмовка), все мелкие потоки, в основном ландшафтное строение. На территории Рудны находится один пруд и один водоем. Распоряжением правительства № 103/2003 город был оценен как район с уязвимыми областями, то есть район с поверхностными или подземными водами с высокой концентрацией нитратов.
Улица Масарика, часть дороги II / 605, городская жизнь сосредоточена вокруг неё, особенно вокруг городского офиса на перекрестке с Карловотинской улицей.

## Здания и памятники
Существующая жилищная застройка Рудны является преимущественно малоэтажной.
На территории Горелиц расположены три культурные достопримечательности: ареал Горелицкого замка (где находится и часовня святого Креста), церковь Усекновения святого Иоанна Крестителя и Гасува хора. На Горелицком кладбище находится часовня блаженной Девы Марии. В Душниках находится церковь Святого Георгия. Малая часовня находится также на Гавличковской площади в Душниках.
С 2014 года в городе работает крупная фармацевтическая лаборатория, принадлежащая Česká lékárna holding.

## Население
| Год  | Численность | Численность |
| ---- | ----------- | ----------- |
| 1869 | 1014        | [ 8 ]       |
| 1880 | 1175        | [ 8 ]       |
| 1890 | 1497        | [ 8 ]       |
| 1900 | 2177        | [ 8 ]       |
| 1910 | 2904        | [ 8 ]       |
| 1921 | 2837        | [ 8 ]       |
| 1930 | 3129        | [ 8 ]       |
| 1950 | 3153        | [ 8 ]       |
| 1961 | 3321        | [ 8 ]       |
| 1970 | 3090        | [ 8 ]       |
| 1980 | 2974        | [ 8 ]       |
| 1991 | 2838        | [ 8 ]       |
| 2001 | 3075        | [ 8 ]       |
| 2014 | 4831        | [ 9 ]       |
| 2016 | 4985        | [ 10 ]      |
| 2017 | 5025        | [ 11 ]      |
| 2018 | 5116        | [ 12 ]      |
| 2019 | 5137        | [ 13 ]      |
| 2020 | 5153        | [ 14 ]      |
| 2021 | 5157        | [ 15 ]      |
| 2022 | 5090        | [ 16 ]      |
| 2023 | 5290        | [ 17 ]      |
| 2024 | 5395        | [ 18 ]      |
| 2025 | 5502        | [ 3 ]       |